# Whacking
Waacking, ou whacking, posing, punking,  é uma forma de dança de rua criada nos clubes LGBT de Los Angeles tipicamente feito para a música disco na década de 1970, marcante por movimentos rotacionais dos braços, pose e ênfase na expressividade.

## História
No início dos anos 1970, surgiu um estilo de dança conhecido como punking, com "punk" sendo um termo depreciativo para homens gays na época. O termo "whack" era um movimento específico do estilo punk que envolvia mover os braços sobre a cabeça de maneira rítmica. Embora a comunidade mais ampla de clubes participasse do punk, eles não queriam que a dança tivesse conotações negativas associadas a ela e, portanto, renomearam o gênero "Waackin". Mais tarde, Jeffery Daniel transformou em "waacking", nome pelo qual o estilo é comumente conhecido, os termos "whacking' também são ocasionalmente usados para se referir ao estilo de dança.
Considera-se que os criadores do waacking dançavam ao som da música Disco underground e importada, que muitas vezes era acelerada para criar uma atmosfera mais enérgica na pista de dança. O estilo permaneceu amplamente underground até que se tornou popularizado pelo programa de televisão americano de música e dança Soul Train e influenciou a criação de Outrageous Waacking Dancers, um grupo de dança waacking com sede em Los Angeles. Waacking ganhou atenção renovada por meio da série de TV americana So You Think You Can Dance em 2011, quando uma rotina de dança foi coreografada por Kumari Suraj. Com o tempo, o estilo de dança recebeu reconhecimento crescente e foi incorporado por programas de dança, como o Departamento de Teatro e Dança da Universidade da Carolina do Sul.

## Influências
Assim como muitos outros estilos de dança de rua que surgiram no final do século 20, o waacking recebeu várias influências de outras formas de movimento e dança, como jazz, ginástica e artes marciais . Suas semelhanças visuais com o estilo de dança locking podem ser atribuídas ao fato de que ambos os estilos foram desenvolvidos no mesmo período de tempo na cena club de Los Angeles. As principais diferenças estão dentro das comunidades que as criaram. Enquanto o waacking foi criado principalmente em clubes LGBT, o locking foi criado pela comunidade mais ampla de frequentadores de clubes. Além disso, a música dos dois estilos difere, em que o waacking usa o disco e o locking usa o funk.
Outra grande influência no waacking foi Hollywood, onde os dançarinos se inspiraram estilisticamente em estrelas de cinema como Lauren Bacall, Marlene Dietrich, Bette Davis e James Dean . Essas inspirações se manifestaram não apenas pelos movimentos e poses, mas também por outros aspectos da dança, como estilos de vestimenta e expressões faciais.
Na cultura pop moderna, o estilo de dança é comparado aos movimentos do personagem Garnet no desenho animado Steven Universe como um catalisador para muitos de seus poderes mágicos, incluindo a convocação de armas mágicas e a fusão com outros personagens.